# Обични рис
Обични рис (евроазијски или шумски рис); (лат. Lynx lynx) је врста мачке средње величине, природно настањене у Сибиру, централној и источној Европи, као и у источној и југоисточној Азији. Може да нарасте до 1,3 m. Становник је густих шума и речних клисура. Заузима територију од 5 до 100 km² и на њој не трпи друге припаднике своје врсте.

## Таксономија
Felis lynx је научно име које је 1758. године користио Карл фон Лине у свом раду Systema Naturae. У 19. и 20. вијеку предложене су сљедеће подврсте евроазијског риса:
| Подврсте                                                       | Дистрибуција | Слика |
| -------------------------------------------------------------- | --- | ----- |
| Сјеверни рис (L. l. lynx) (Linnaeus, 1758)                     | Финоскандија, Балтичке државе, Пољска, Белорусија, Европски део Русије, Уралске планине, Сибир и исток Јенисеј. |       |
| Туркестански рис (L. l. isabellinus) Blyth, 1847               | Западно -Централна Азија до Сјеверног дијела Јужне Азије: Афганистан, Бутан, Кина (Тибет), Индија (Џаму и Кашмир, Ладак), Казахстан, Киргистан, Монголија, Непал, Пакистан, Русија (Алтајска Покрајина, Република Алтај) Таџикистан, Туркменистан и Узбекистан. |       |
| Кавкаски рис (L. l. dinniki) Satunin, 1915                     | Кавказ, Иран, Турска и европски дио Русије. |       |
| Сибирски рис (L. l. wrangeli) Ognew, 1928                      | Руски далеки исток, Камчатка, Становој масив и источни дио ријеке Јенисеј. |       |
| Балкански рис (L. l. balcanicus) Bures, 1941                   | Источна Србија и западна Сјеверна Македонија, са мањом популацијом у Црној Гори и Албанија. |       |
| Карпатски рис (L. l. carpathicus) Kratochvil & Stollmann, 1963 | Панонска низија of Румунија, Словачка, Словенија, Хрватска, Мађарска, Украјина, Бугарска и сјеверна Италија. |       |

Предложене су још неке врсте, али се не сматрају важећим таксонима:
- Алтајски рис (L. l. wardi) Лидекер, 1904.
- Бајкалски рис (L. l. kozlovi) Фетисов, 1950.
- Амурски рис (L. l. stroganovi) Хептнер, 1969.
- Сардинијски рис (L. l. sardiniae) Мола, 1908.

## Физичке особине
Обични рис, највећа је врста риса, којих укупно има четири. Дужина му је између 80 и 130 cm, а висина између 60 и 65 cm. Дужина репа му је од 11 до 24,5 cm. Мужјаци су обично тешки од 18 до 30 kg, а женке 8 до 21 kg. Мужјак риса из Сибира, где та врста достиже највећу величину тела, може тежити до 38 kg или чак 45 kg. Тело је снажно, с релативно снажним и дугачким ногама. Шапе су им велике и са доста крзна. Током лета, обични рис има релативно кратко, црвено или браон крзно, које може да посветли. Зими га замењенује за много дебље, слојем свиленкастог крзна, од сребрносиве до сивкасто браон боје.

### Оглашавање
Ова врста риса има широк спектар звукова, али је генерално тиха мачка, осим у периоду парења. Звукови парења су много гласнији и састоје се од дубоког режања код мужјака, док женке испуштају звукове попут мјаукања, само много гласније од домаће мачке. Врло су тајновите животиње и звукови су им ретки, па њихово присуство у неком крају може годинама да прође неопажено.

## Понашање
Обични рис је најактивнији током сумрака и ноћу. Типична је грабљивица и добар регулатор бројности многих врста дивљачи. Дневно прелази од 5 до 25 km. Углавном иде истим пролазима. Поново посећује неку територију тек после 7—10 дана. Не напушта територију ако није принуђен. Лови углавном мање сисаре и птице, али и веће животиње. Храни се зечевима, веверицама, мишевима и другим глодарима, црвеним лисицама, али и дивљим свињама, јеленима и срндаћима — које углавном лови зими, јер тада теже проналази зечеве и глодаре. Одраслој јединки дневно је потребно између 1,1 и 2 kg меса, па се може десити да већи улов једу данима. Углавном уходе плен, шуњају се и заскачу га из заседе. У лову користе вид и слух, па се често пењу на стене и оборено дрвеће како би надгледали терен. Јединке у лову покривају територију од 20 до 450 km², што зависи од количине плена на том простору. Мужјаци имају тенденцију да лове на ширим пространствима. Они патролирају свакодневно кроз своје ловиште и остављају мирисе како би друге јединке знале за њихово присуство. Као и код других мачака, ти мириси су од измета, урина и приликом гребања дрвећа.

### Исхрана и лов
Евроазијски рис је предатор из засједе, али и лови ухођењем, шуњањем и скакањем на плијен користећи и вид и слух. Када снијежни услови то отежају, може бити приморан да се пребаци на већи плијен. Често се пење на високе стене или срушено дрвеће како би скенирао околину. То је моћан предатор који је убио одрасле јелене тежине најмање 150 kg (330 lb)).
Евроазијски рис у Европи лови углавном мале до прилично велике сисаре и птице. Међу забиљеженим плијеном за ову врсту су зечеви, кунићи, свизци, вјеверице, пухови, пацови, куне, тетријеб, црвене лисице, дивље свиње, дивокозе, млади лосови, европски срне, јелени, ирваси и други копитари. У складу са својом већом величином, евроазијски рис је једина врста риса која преференцијално лови копитаре. Иако лов већег плијена представља ризик за евроазијског риса, награда коју пружа њихово убијање може надмашити ризике. Евроазијски рис тако преферира прилично велики плијен копитара, посебно током зиме, када је мали плијен мање обилан. Гдје је уобичајено, срна изгледа да је пожељна врста плијена за евроазијског риса.
У Естонији, типичан одрасли рис убија око 60 срна годишње; у годинама када популација срна пада, рис прелази на даброве, зечеве, лисице, ракунске псе и птице. Чак и тамо гдје су срне прилично ретке, јелени су и даље квантитативно омиљена врста плијена, мада се љети редовније храни малим плијеном и повремено лови домаће овце. У дијеловима Финске, уведени белорепи јелени се редовно једу. У неким областима у Пољској и Аустрији, јелен је омиљени плен, а у Швајцарској, дивокоза је локално фаворизована. Евроазијски рис се такође храни стрвином када је доступан. Одрасли рис захтевају 1,1 до 2 кг (2,4 до 4,4 лб) меса дневно, и може потрајати неколико дана да у потпуности конзумирају неке од својих већих улова.
У медитеранским мјешовитим шумско-степским и субалпским екосистемима Анадолије главни и најпожељнији плијен евроазијског риса је европски зец, који формира 79% до 99% поједене биомасе плијена. Иако обичан рис преферира дивље копитаре, као што су дивља коза, дивокоза, јелен и дивља свиња у овим екосистемима, биомаса копитара у исхрани риса не прелази 10%. У десет других студијских локација у црноморском региону сјеверне Анадолије гдје се срна може јавити у високим густинама, појава риса је позитивно повезана са појавом европског зеца, а не срна. Рис у Анадолији такође има физиолошке захтеве и морфолошка прилагођавања слична другим специјалистима за лагоморфе, са дневним уносом плијена од око 900 г (32 оз). Због тога је класификован као специјалиста за лагоморфе. Студије исхране у централној Азији и Јакутији такође указују на исхрану углавном састављену од лагоморфа и копитара плијен доприноси у малим количинама исхрани риса. Евроазијски рис измет пронађен у округу Долпа у Непалу Хималаји садржи остатке вунастог зеца (Lepus oiostolus), штуке (Ochotona sp.), планинских волухарица (Alticola sp.), хималајског свизца (Marmota himalayana) и домаће козе (Capra hircus).

## Размножавање
Сезона парења је од јануара до априла, а женке улазе у плодне дане само једном током тог периода, и то траје од четири до седам дана. Овај евроазијски рис нема могућност да контролише репродуктивно понашање у зависности од плена, као што то може његов блиски рођак канадски рис. То се углавном повезује са чињеницом да обични рис има шири распон плена, па ретко остаје без икакве хране и не мора на тај начин да се прилагођава околностима.
Скотне мачке праве јазбину на некој сигурној локацији, углавном тамо где гране заклањају прилаз или корење дрвећа. На поду су често перје, јеленска длака и сува трава, како би младунци имали удобну подлогу. Трудноћа траје од 67 до 74 дана и на свет доносе од једног до четири младунца. На рођењу теже између 240 и 430 грама, слепи су и беспомоћни. Мајку напуштају с десетак месеци, а полну зрелост достижу са две или три године. У заточеништву могу да живе до 20 година.

## Станиште и ареал
Ареал распрострањења је некад био врло широк, од Атлантског до Тихог океана. Бројност му је данас веома мала, па се у неким земљама врше напори за његово поновно насељавање. У Србији је законом заштићена врста, услед мале величине популације. Редован лов на риса није дозвољен.

## Заштита
Евроазијски рис је укључен у CITES Додатак II и наведен као заштићена врста у Бернској конвенцији о очувању европских дивљих животиња и природних склоништа, Додатак III. Лов на риса је илегалан у многим земљама, са изузетком Естоније, Летоније, Русије, Јерменије и Ирака. Од 2005. године, норвешка влада поставља националне популацијске циљеве, док одбор представника окружних скупштина одлучује о ловним квотама.

## У култури

### Бугарска
Многе локалне пословице помињу супериорни вид риса. Захваљујући њему, он се држи подаље од људи, а ако се приближи, то је више из радозналости. У бугарској народној традицији, рис није толико популаран предатор као вук и лисица. Међутим, сматра се веома опасним због своје посебне храбрости да нападне чак и велику стоку. Ако се негде појави, наноси велику штету и не може се ухватити. Бугари су вјеровали да га може протерати само магијом. Приписује се нечистим (ђаволским) животињама.

### Скандинавија
У нордијској митологији, богиња љубави или љепоте, Фреја, често је приказана у кочијама које вуку двије мачке (рисови или норвешке шумске мачке).

### Наука
Један од 88 сазвежђа је Рис. Оправдање Јохана Хевелија за избор овог имена је због чињенице да су звијезде сазвежђа веома слабе. Било је неопходно да особа има вид попут риса да би их видјела.